# Blang Aman
Blang Aman is een bestuurslaag in het regentschap Aceh Utara van de provincie Atjeh, Indonesië. Blang Aman telt 325 inwoners (volkstelling 2010).